# Caravan (Bonelli)
Caravan è una serie a fumetti di fantascienza di 12 numeri, ideata e sceneggiata da Michele Medda e pubblicata da giugno 2009 da Sergio Bonelli Editore.

## Trama
La tranquilla vita della cittadina di Nest Point, negli Stati Uniti, è turbata da uno strano fenomeno meteorologico che blocca temporaneamente tutti i dispositivi elettrici, elettronici e le automobili; interviene l'esercito che organizza l'evacuazione della città e fa partire un esodo di tutti i cittadini in una colonna d'auto, diretta verso una destinazione ignota.
La storia viene narrata da Davide Donati, un diciassettenne italoamericano allo stesso tempo attore e spettatore della vicenda, che scrive un diario mentre, all'interno del proprio caravan, segue la colonna di auto in viaggio; si parte con i primi effetti dell'evento meteorologico, proseguendo negli albi successivi con l'esodo della carovana, ogni volta con protagonisti diversi, sempre più disorientati, spazientiti o rassegnati al loro destino e navigando, oltre che nella vita quotidiana dei viaggiatori, anche nei loro ricordi.

## Personaggi principali
Oltre a Davide e alla sua famiglia, presente in ogni albo, durante la serie si susseguono vari protagonisti, tra i quali
- Stanley Curtis Lee, alias Stagger: easy rider sempre fuori dalle righe, che tenta fatalmente di ribellarsi alle regole dettate dall'esercito per la carovana e di fuggire.
- Carrie Shawnessy: ex cantante folk alcolizzata e dal passato burrascoso, che ha una relazione con Stagger e ed è madre di Jolene, di cui Davide si invaghisce.
- Sindaco Banks: veterano dell'esercito, in carica come sindaco di Nest Point, che tenta di organizzare una rivolta dei cittadini contro l'esercito, al fine di sapere di più sulla loro destinazione.

## Gli albi
| Nr. | Titolo                  | Data pubblicazione | Pagg. | Soggetto      | Sceneggiatura | Disegni                          | Copertina          | Colorazione Cop.  |
| --- | ----------------------- | ------------------ | ----- | ------------- | ------------- | -------------------------------- | ------------------ | ----------------- |
| 1   | Il cielo su Nest Point  | giugno 2009        | 98    | Michele Medda | Michele Medda | Roberto De Angelis               | Emiliano Mammucari | Lorenzo De Felici |
| 2   | Il ribelle              | luglio 2009        | 98    | Michele Medda | Michele Medda | Stefano Raffaele                 | Emiliano Mammucari | Lorenzo De Felici |
| 3   | La parola di un leader  | agosto 2009        | 98    | Michele Medda | Michele Medda | Fabio Valdambrini                | Emiliano Mammucari | Lorenzo De Felici |
| 4   | La storia di Carrie     | settembre 2009     | 98    | Michele Medda | Michele Medda | Werner Maresta                   | Emiliano Mammucari | Lorenzo De Felici |
| 5   | Come i lupi             | ottobre 2009       | 98    | Michele Medda | Michele Medda | Fabio Valdambrini                | Emiliano Mammucari | Lorenzo De Felici |
| 6   | America, America        | novembre 2009      | 98    | Michele Medda | Michele Medda | Andrea Cuneo                     | Emiliano Mammucari | Lorenzo De Felici |
| 7   | Al centro del nulla     | dicembre 2009      | 98    | Michele Medda | Michele Medda | Fabio Valdambrini                | Emiliano Mammucari | Lorenzo De Felici |
| 8   | Il gioco della guerra   | gennaio 2010       | 98    | Michele Medda | Michele Medda | Maurizio Gradin e Werner Maresta | Emiliano Mammucari | Lorenzo De Felici |
| 9   | Nove per un dio perduto | febbraio 2010      | 98    | Michele Medda | Michele Medda | Michele Benevento                | Emiliano Mammucari | Lorenzo De Felici |
| 10  | Punto di rottura        | marzo 2010         | 98    | Michele Medda | Michele Medda | Emiliano Mammucari               | Emiliano Mammucari | Lorenzo De Felici |
| 11  | Rivelazione             | aprile 2010        | 98    | Michele Medda | Michele Medda | Fabio Valdambrini                | Emiliano Mammucari | Lorenzo De Felici |
| 12  | I Cancelli dell'Eden    | maggio 2010        | 98    | Michele Medda | Michele Medda | Giancarlo Olivares               | Emiliano Mammucari | Lorenzo De Felici |

Il lettering è stato eseguito da Cristina Bozzi

## Cartonati
| Nr. | Titolo                 | Data pubblicazione | Nr. di pagine | Materiale raccolto | Copertina          |
| --- | ---------------------- | ------------------ | ------------- | --- | ------------------ |
| 1   | Caravan Omnibus Vol. 1 | 2016               | 580           | Il cielo su Nest Point, Il ribelle, La parola di un leader, La storia di Carrie , Come i lupi, America, America + extra          | Emiliano Mammucari |
| 2   | Caravan Omnibus Vol. 2 | 2016               | 578           | Al centro del nulla, Il gioco della guerra, Nove per un dio perduto, Punto di rottura, Rivelazione, I Cancelli dell'Eden + extra | Emiliano Mammucari |